# 紅毛港濟天宮
22°35′14″N 120°20′15″E / 22.587361°N 120.337553°E
紅毛港濟天宮位於臺灣高雄市前鎮區，是主祀張巡的廟宇。該廟原位於小港區紅毛港姓李仔聚落，故又稱「姓李仔廟」，其由來與紅毛港飛鳳宮有關。該廟在紅毛港遷村之後，是六大角頭廟中最晚重建落成。此外該廟重建後，增建五營將軍殿，並設置「隴西堂」（李姓宗祠）在內，為紅毛港各廟中此廟獨有的特色。
該廟在紅毛港遷村之前，為紅毛港各廟中廟地最大者。舊廟廟前與一樓有傳統市場，該廟因有攤位租金收入而不用收丁錢。廟宇本體則在建物二樓。而在遷村之後，該廟靠著香油錢與金紙的收入，勉強能收支打平。

## 沿革
該廟相傳建於清光緒年間，但是光緒廿年（1894年）《鳳山縣采訪冊》與昭和十三年（1938年）《臺灣宗教與迷信陋習》（曾景來 著）並未記載濟天宮的記錄。其由來據廟方沿革碑文，是過去居民從臺南尊王公壇迎請尊王公，後來李、楊兩姓居民共同砌石建廟（即飛鳳宮），後來因故李姓另建廟宇，並拈鬮分得香爐，該新建廟宇便是濟天宮。
該廟最初廟址已沒入海中，遷村前有4次整建。遷村前最後一次整建是民國65年（1976年），旁有李姓開基祖李遠夫妻紀念墓亭。而在此次整修中，據說因為廟匾刻字匠師誤將「濟」刻成「齊」，當時的主委李新發為人厚道，不加以計較，且該廟亦有供奉齊天大聖，經擲筊請求神諭後，該廟廟名一度變成「齊天宮」。民國78年（1989年）因遷村補助款要登記有案之廟宇才可申領，此時又將廟名改回「濟天宮」。
因紅毛港遷村，濟天宮在2008年1月4日遷到臨時行宮。之後在2014年1月13日落成，舉行入火安座大典，為紅毛港六大角頭廟最後一座重建完成的廟宇。
2019年己亥年，濟天宮啟建金籙謝恩祈安五朝建醮。

## 祭祀
該廟主神張府尊王（張巡）分香自臺南市南廠北頭角尊王公壇，同祀的楊府元帥（二郎神楊戩）、大聖先師（齊天大聖）分靈自彌陀區的大山仔齊天宮，陪祀的李府天王（托塔天王李靖）則是分靈自臺南安平海頭社文朱殿。該廟還有供奉福德正神與註生娘娘、文昌帝君，並設有太歲殿和五營將軍殿。五營將軍殿有10個五營頭、5支五營旗，象徵著內外五營。
過去每隔三年，會在農曆四月廿四尊王公誕辰前往尊王公壇進香。但遷村之後因故中斷，直到2016年該廟特地組團前往尊王公壇、彌陀齊天宮、安平文朱殿等廟進香。而除了尊王公誕辰，該廟主要的活動還有中元普渡，以及農曆每月十六日的犒軍。

### 隴西堂
濟天宮設有李氏宗祠「隴西堂」，供奉李家開基祖遠公牌位。在紅毛港各廟之中，這是唯一一間將宗祠設在廟中的廟宇，顯見濟天宮的血緣色彩仍重。該廟長久以來一直由李姓家族執掌廟務，排除他姓入主。散居在大寮、林園、小港、大林蒲等地的李氏宗親，會在農曆正月十七回來祭祖。
在紅毛港遷村之前，「李氏祖廟」在濟天宮樓下西側，原是紅毛港李姓家族開基祖李遠的墓址。李遠（1696年─1752年）祖籍福建泉州府南安縣，約在康熙末年隨三個哥哥來臺。最初來臺在吳家當長工，因吳家只有一女，後來招贅李遠，並提供土地做為嫁妝。李遠與妻子吳佳之後生有四子，分立四房。另外李遠岳父後來老年得子，李遠以姊夫的身分照顧小妻舅，並教導他經營產業，鄉里傳為美談。

## 其他
皇民化運動時期，廟方據說以未開光神像佯裝，以保住主神原始金身。

## 外部連結
- 紅毛港濟天宮的Facebook專頁